# Peter Schweizer (Architekt)

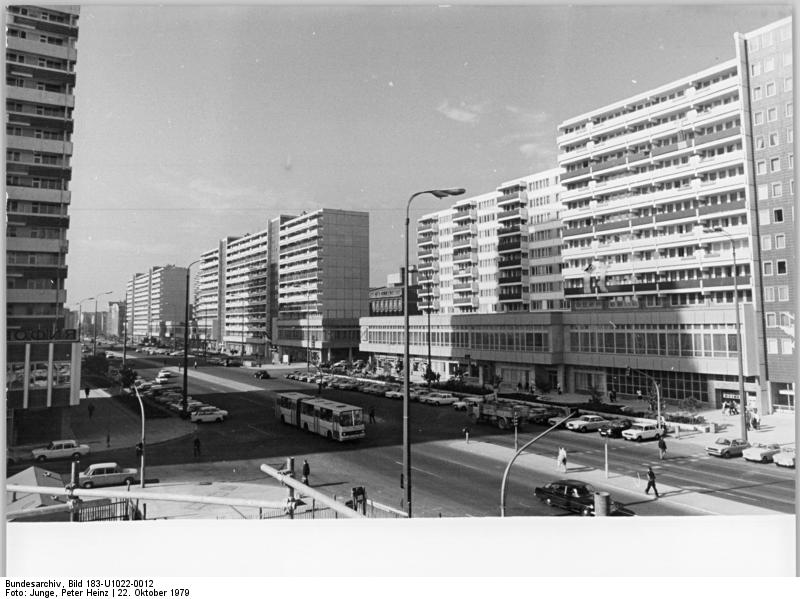
Joachim Näther, Peter Schweizer, Dorothea Tscheschner, Dieter Schulze und Werner Straßenmeier
Komplex Leipziger Straße 1979

Peter Schweizer (* 3. Januar 1921 in Erfurt; † 22. Januar 2009 in Berlin) war ein deutscher Architekt und Stadtplaner, der für den Bebauungsplan sowie für die Projektierung von etwa 600 Wohnungen und Sonderbauten in Eisenhüttenstadt zuständig war. Später war er stellvertretender Chefarchitekt von Groß-Berlin und für die Bebauungspläne des Berliner Stadtzentrum, für die Straße Unter den Linden und das Wohngebiet Fischerkietz sowie für die Leipziger Straße und den Bereich Rathausstraße / Karl-Liebknecht-Straße verantwortlich.

## Leben
Schweizer wurde als Sohn eines Architekten 1921 in Erfurt geboren. Von 1939 bis 1945 leistete er Kriegsdienst. Von 1945 bis 1947 machte eine Lehre zum Maurer, die er durch ein Fachstudium zum Maurermeister an der Handwerksschule in Weimar ergänzte. Von 1948 bis 1949 war er als technischer Angestellter bei Egon Hartmann im Thüringischen Hochbauamt in Weimar tätig. Beim VEB Projektierung Thüringen in Weimar war er für das Studiotheater in Weimar (1949–1951), für die Wiederherstellung des Schlosses Ettersburg bei Weimar (1949–1950), für die Zentrale Verwaltungsschule Thüringen (1951) und für ein Heim für schwer erziehbare Kinder bei Weimar (1951–1952) verantwortlich. Diese Tätigkeiten wurden ihm als Architektenleistungen anerkannt. Nebenberuflich qualifizierte er sich durch ein externes Architekturstudium an der Kunsthochschule Berlin-Weißensee bei Selman Selmanagić bis 1962 zum Diplom-Architekten. 

## Wirken

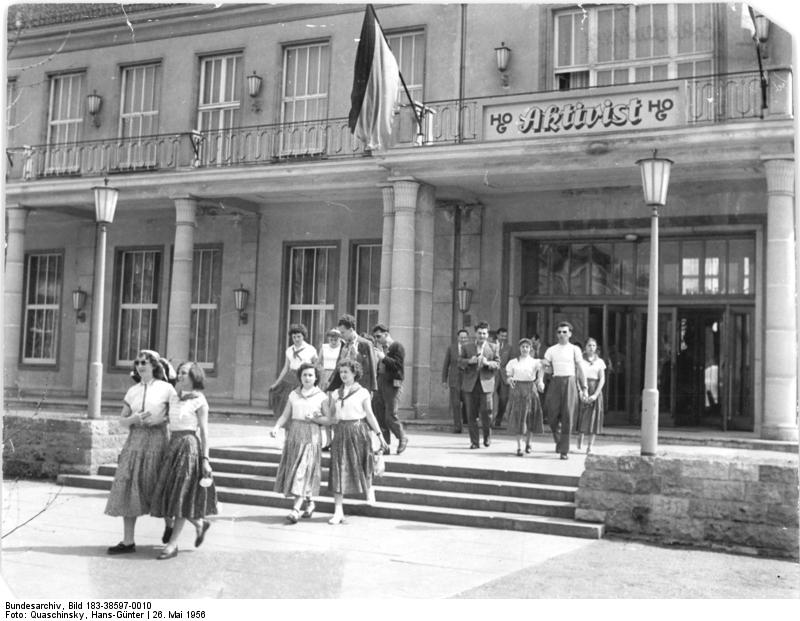
Eisenhüttenstadt, Gaststätte „Aktivist“

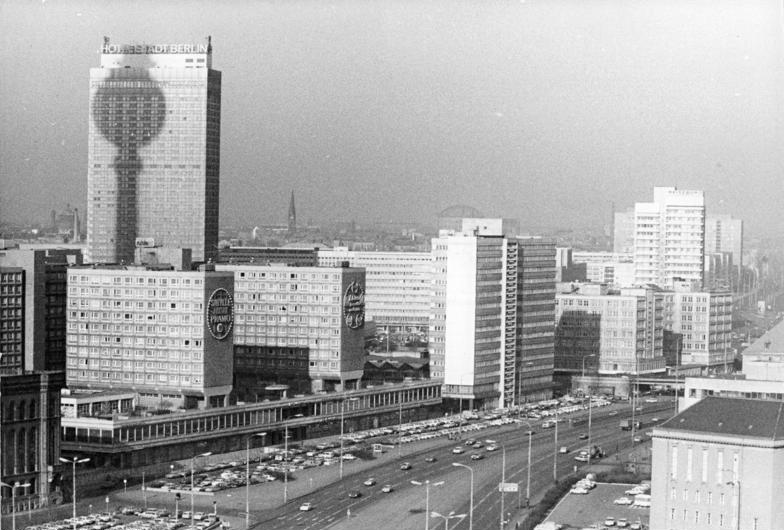
Stadtzentrum, Hotel „Stadt Berlin“ und Rückseite der Rathauspassagen 1981

1951 gewann ein Kollektiv von Egon Hartmann den 1. Preis beim Architekturwettbewerb zur städtebaulichen Lösung für die Berliner Stalinallee, wodurch er sich 1952 als Kollektivleiter an der Deutschen Bauakademie qualifizierte. Kurz darauf wurde er kommissarischer Chefarchitekt im Entwurfsbüro Stalinstadt, wo er für den Bebauungsplan sowie für die Projektierung von etwa 600 Wohnungen und Sonderbauten zuständig war, darunter auch für das Kino und für die Gaststätten im späteren Eisenhüttenstadt.
Nachdem er 1953/1954 die Architekturwerkstatt im Ministerium für Bauwesen geleitet hatte, wurde er unter Hans Gericke 1960 zum stellvertretenden Chefarchitekten von Groß-Berlin ernannt.
1959 entwickelte er als Leiter der Planungen für die Grunerstraße einen Verkehrsplan, der schließlich in der Strukturanalyse für das Zentrum von Groß-Berlin veröffentlicht wurde und die Basis für alle folgenden Planungsvarianten bildete.
1960 beteiligte sich das Berliner Stadtbauamt unter Schweizers Leitung mit Dorothea Tscheschner am städtebaulichen Wettbewerb für Rostock-Lütten Klein, bei dem sie den 2. Preis gewannen. Er beteiligte sich ebenfalls mit Dorothea Tscheschner an verschiedenen städtebaulichen Wettbewerben, 1962 am Wettbewerb zum Ernst-Thälmann-Platz in Halle (Saale) und 1963 zum Stadtzentrum von Sofia.
Als stellvertretender Chefarchitekt von Berlin entwarf er mit Dorothea Tscheschner und Joachim Näther die Bebauungspläne für das Berliner Stadtzentrum, für die Straße Unter den Linden und das Wohngebiet Fischerkietz sowie für die Leipziger Straße (1969–1972) und Karl-Liebknecht-Straße und Rathausstraße (1967–1973). Im Kollektiv von Joachim Näther beteiligte er sich am städtebaulichen Wettbewerb für den Alexanderplatz, für den in den folgenden Jahren bis 1969 in Zusammenarbeit mit Dorothea Tscheschner die Gesamtkonzeption entstand.
Ab 1976 arbeitete Schweizer mit Dieter Schulze, Frank Richter u. a. an der Planung des 1. Abschnitts der Berliner Neubaugebiete Marzahn, 1978 am 2. und 3. Abschnitt des Wohngebiets Berlin-Marzahn und Hohenschönhausen mit Heinz Graffunder. Ab 1981 war er stellvertretender Direktor des Büros für Städtebau im Stadtbauamt des Berliner Magistrats.

## Auszeichnungen
- 1951: 1. Preis beim Bauwettbewerb Stalinallee im Kollektiv von Egon Hartmann
- 1960: 2. Preis beim Bauwettbewerb Wohngebiet Rostock-Lütten Klein (mit  Dorothea Tscheschner)
- 1967: 2. Preis beim Aufforderungswettbewerb Leninplatz Berlin (Leitung Hermann Henselmann)
- Für seine Leistungen erhielt er zweimal den Goethepreis (1961 zusammen mit Dorothea Tscheschner und Hans Gericke für die Planung des Berliner Stadtzentrums) und die Schinkelmedaille.

## Schriften
- Strukturanalyse für das Stadtzentrum von Berlin, der Hauptstadt der Deutschen Demokratischen Republik. Magistrat von Groß-Berlin, Stadtbauamt, Berlin 1959 (google.de).